# Шаферан, Игорь Давыдович
Игорь Давы́дович Шафера́н (имя при рождении — Гарольд Дави́дович Шаферман; 13 февраля 1932, Одесса, Украинская ССР, СССР — 14 марта 1994, Москва, Россия) — русский советский поэт-песенник.

## Биография
Родился 13 февраля 1932 года в Одессе (Украинская ССР). В детские годы жил на улице Воровского (ныне — вновь Малой Арнаутской), 87, кв. 12. В годы Великой Отечественной войны был с матерью и сестрой в эвакуации в Фергане. Учился в средней школе № 118, в 1950 году окончил школу рабочей молодёжи № 11. В 1948 году поступил на работу в объединение «Совтанкер» Черноморского Государственного морского пароходства. В 1951 году поступил на зоотехнический факультет в Одесский сельскохозяйственный институт, но после первого курса отчислился из института. Не попав в Литературный институт имени А. М. Горького с первой попытки, один год проучился в Московской сельскохозяйственной академии имени К. А. Тимирязева.
Окончил Литературный институт им. А. М. Горького (1962), учился у Михаила Светлова, который познакомил Шаферана с композитором Аркадием Островским (документальный фильм «Не найти нам друга ближе ни сегодня, ни потом»).
В начале 1960-х Шаферан подружился с поэтом Михаилом Таничем, вместе с ним написал «Песню о дублёрах» и «Ходит песенка по кругу» на музыку Оскара Фельцмана. Обе стали хитами.
Игорь Шаферан — автор сборников «Слушай, сердце!» (1971), «Красно солнышко» (1973), «Для тебя» (1985) и других. Лауреат всесоюзных и всероссийских конкурсов песни.
Автор стихов песни из мультфильма «Новогодняя сказка» («Ёлочка, ёлка, лесной аромат…») и множества других известных стихов для детей.
Три песни на его стихи («То ли ещё будет», «Я у бабушки живу», «Всё не так у взрослых») написаны от лица ребёнка и исполнялись женщинами (первая — Аллой Пугачёвой, вторая — Ядвига Поплавская).
Песня «Созвездье Гончих Псов» вдохновлена детской повестью Лилии Неменовой «Щен из созвездия Гончих Псов», но приобрела более широкий характер.
Недаром она заинтересовала руководителя и солиста группы «Диалог» Кима Брейтбурга, уже написавшего арт-роковые сюиты на стихи Семена Кирсанова и Юстинаса Марцинкявичуса, песни на стихи Арсения Тарковского и Евгения Евтушенко. «Созвездье Гончих Псов» вошло в первую пластинку «Диалога».
Шаферан также переделал песню «Маргарита», написанную Брейтбургом на слова малоизвестного поэта. Игорь Шаферан сделал это очень талантливо (осталось только имя Маргарита, и совершенно изменился, стал гораздо глубже смысл — это при том, что песня довольно короткая).
Несмотря на возраст, Игорь Шаферан сотрудничал с такими известными молодёжными рок-группами, как «Круиз», «Карнавал», «Альфа». Его песни записывали «Машина времени» и «Воскресение».
Почти двадцать лет Игорь Шаферан сотрудничал с Давидом Тухмановым. С песней Тухманова на стихи Шаферана «Ненаглядная сторона» впервые выступил на телевидении Валерий Леонтьев. Началось же сотрудничество с песни «Вальс» («С полуслова…»), которую исполнял в начале 1970-х годов солист «Весёлых ребят» Леонид Бергер (с оркестром), а на юбилейном концерте, посвящённом 60-летию Тухманова, спел Александр Градский. Закончилось сотрудничество в конце 1980-х годов песнями «Ты замуж за него не выходи» и «Дело в шляпе», которые исполняла продюсируемая Тухмановым популярная группа «Электроклуб».
Шаферан был болельщиком московского «Спартака».
Композиторы Георгий Мовсесян и Эдуард Ханок в документальном фильме «Не найти нам друга ближе ни сегодня, ни потом», подготовленном внучкой поэта Милашей Шаферан, говорили о добродушии, остроумии Игоря Давыдовича.
Игорь Шаферан скончался 14 марта 1994 года в Москве. Причина смерти — онкологическое заболевание. Михаил Танич, бывший другом Шаферана, сочинивший с ним в соавторстве стихи для нескольких песен (особенно известна «На тебе сошёлся клином белый свет…»), писал в своей книге «Играла музыка в саду»: «Игорь Шаферан долго и тяжело болел. И, главное, неотвратимо. Когда на долю человеку выпадает такая нечеловеческая больничная боль, а потом наступает конец, обычно говорят: „Отмучился“». Танич назвал песню «Зачем вы, девочки, красивых любите?» народной и добавил: «Уйдёт много поэтов, забудется много песен, а этой суждена долгая жизнь».
Посвящённой Шаферану главе Танич дал в своей книге заглавие «Красно солнышко».
Похоронен на Донском кладбище (уч. у колумбария 13) в Москве.
В 2002 году к 70-летию со дня рождения поэта усилиями семьи в Доме композиторов состоялся вечер его памяти. А внучка поэта Милаша Шаферан сняла документальный фильм по словам песни «Не найти нам друга ближе ни сегодня, ни потом».

## Семья
- Отец — Давид Исаакович Шаферман (1905—?)[7], участник Великой Отечественной войны, старший сержант, командир отделения[8].
- Мать — Мирель Копелевна Шаферман (урождённая Фальбаум; 10 сентября 1906, Одесса — ?)[9][10].
- Жена — Вита Борисовна Шаферан (урождённая Виленская, 1936—2001), дочь архитектора Б. С. Виленского.
  - Дочь — Анна (род. 1965).
    - Внучка — Милаша Шаферан (род. 1990).
- Племянник (сын сестры Полины) — Игорь Яковлевич Рабинер, спортивный журналист.

## Песни на стихи И. Шаферана
- «А самолёты сами не летают» (муз. Я. Френкеля) — исп. Марк Бернес, Ян Френкель
- «А я в милиции служу» (муз. Б. Терентьева) — исп. Олег Анофриев
- «А я говорю…» (муз. О. Фельцмана) — исп. Мария Лукач
- «А я смеюсь» (муз. С. Томина) — исп. Ирина Бржевская
- «А я тебя помню» (муз. И. Словесника) — исп. Илья Словесник, группа «Белый орёл»
- «Али-Баба» (муз. Ю. Маликова и В. Преснякова) — исп. ВИА «Самоцветы» (солист — Андрей Сапунов)
- «Багги» (муз. И. Якушенко) — исп. группа «Машина времени» (солист — Александр Кутиков), ВИА «Самоцветы» (солист — Александр Нефёдов)
- «Барабан» (муз. Л. Лядовой) — исп. Эдуард Хиль, ВИА «Сибирью рождённые»
- «Белая лебёдушка» (муз. В. Гамалия) — исп. вокальный квартет «Аккорд»
- «Белка в колесе» (муз. В. Кретова — сл. И. Шаферана и Л. Дербенёва) — исп. Анатолий Киселёв, ВИА «Лейся, песня» (солист — Борис Платонов)
- «Белый пароход» (муз. П. Аедоницкого) из к/ф «Опекун» — исп. Лариса Мондрус
- «Белый свет» («На тебе сошёлся клином белый свет…») (муз. О. Фельцмана — сл. И. Шаферана и М. Танича) — исп. Эдита Пьеха и ансамбль «Дружба», Иосиф Кобзон, Фрида Боккара, Капиталина Лазаренко, Ольга Воронец, Ирина Аллегрова, группа «Центр», Янка Дягилева
- «Белый танец» (муз. Д. Тухманова) — исп. Татьяна Сашко, Светлана Резанова, Ольга Вардашева и Людмила Невзгляд
- «Биополе» (муз. И. Словесника) — исп. Илья Словесник
- «Боксёры» (муз. А. Морозова) — исп. группа «Форум» (солист — Виктор Салтыков)
- «Болельщик» (муз. В. Малежика) — исп. Вячеслав Малежик
- «Бродячие артисты» (муз. Л. Варданяна) — исп. «Весёлые ребята»
- «Будь со мною строгой» (муз. М. Фрадкина) — исп. Леонид Утёсов
- «Была любовь» (муз. В. Добрынина) — исп. «Весёлые ребята»
- «Быстрей, ещё быстрей» (муз. В. Мигули) — исп. гр. «Монитор»
- «В первый раз» (муз. Я. Френкеля) — исп. Мария Лу́кач
- «В первый раз» (муз. Я. Френкеля) — исп. ВИА «Метроном»
- «В море ходят пароходы» (муз. И. Крутого) — исп. ВИА «Синяя птица» (солист — Сергей Дроздов)
- «Вальс» («С полуслова, с полувзгляда…») (муз. Д. Тухманова) — исп. ВИА «Весёлые ребята» (солист — Леонид Бергер), Александр Градский
- «Великий секрет» (муз. М. Аничкина) — исп. группа «Круиз» (солист — Александр Монин)
- «Верю» (муз. О. Фельцмана) — исп. Эдита Пьеха и ансамбль «Дружба»
- «Вечер при свечах» (муз. Т. Петриненко) — исп. группа «Маки» (солист — Тарас Петриненко), ВИА «Весёлые ребята» (солист — Алексей Глызин)
- «Вечная весна» (муз. Д. Тухманова) — исп. Валерий Ободзинский, ВИА «Весёлые ребята» (солист — Александр Барыкин)
- «Возможно» (муз. А. Островского) — исп. Майя Кристалинская
- «Вот возьму и уеду» (муз. В. Добрынина) — исп. Тынис Мяги и группа «Мюзик Сейф»
- «Вот увидишь» (муз. В. Добрынина) — исп. ВИА «Лейся, песня» (солист — Владислав Андрианов)
- «Всё бывает» (муз. И. Якушенко) — исп. Евгений Головин
- «Всё было так давно» (муз. В. Добрынина) — исп. Лев Лещенко
- «Всё не так у взрослых» (муз. И. Крутого) — исп. ВИА «Синяя птица» (солистка — Светлана Лазарева)
- «Возможно» (муз. А. Островского) — исп. Майя Кристалинская
- «Всё, что было» (муз. В. Добрынина и В. Кретова) — исп. ВИА «Красные маки» (солист — Александр Лосев)
- «Всё потому» (муз. П. Аедоницкого) — исп. Майя Кристалинская, ВИА «Лада»
- «Вундеркинд» (муз. Г. Мая) — исп. Эдита Пьеха и ансамбль «Дружба»
- «Вчера, ещё вчера» (муз. И. Якушенко) — исп. ВИА «Пламя»
- «Вчерашние дети» (муз. В. Малежика) — исп. Вячеслав Малежик
- «Вы мне нравитесь» (муз. Э. Колмановского) — исп. Светлана Резанова, Людмила Сенчина
- «Выпускаю синицу» (муз. А. Мажукова) — исп. ВИА «Самоцветы»
- «Вы хотели мне что-то сказать?» (муз. Е. Птичкина) — исп. Анна Герман
- «Вьюга белая» (муз. О. Иванова) — исп. Лев Лещенко
- «Где и когда» (муз. Е. Крылатова) — исп. ВИА «Поющие сердца»
- «Главные слова» (муз. В. Добрынина) — исп.Нина Бродская, ВИА «Лейся, песня»
- «Гляжу в озёра синие» (муз. Л. Афанасьева) из т/ф «Тени исчезают в полдень» — исп. Ольга Воронец, Екатерина Шаврина
- «Горько» (муз. В. Добрынина — сл. И. Шаферана и Л. Дербенёва) — исп. ВИА «Синяя птица» (солист — Сергей Дроздов)
- «Гуси, гуси» (муз. Б. Рычкова — сл. И. Шаферана и Л. Дербенёва) — исп. София Ротару
- «Давайте праздновать любовь» (муз. В. Добрынина) — исп. ВИА «Лейся, песня»
- «Дважды два» — звучит в финальных титрах в фильме «Русский счёт»
- «Двадцатый век» (муз. В. Добрынина — сл. И. Шаферана и Л. Дербенёва) — исп. Ренат Ибрагимов, ВИА «Лейся, песня»
- «Двадцать три часа полёта» (муз. Д. Тухманова) — исп. Олег Ухналёв
- «Две мечты» (муз. Ю. Саульского) — исп. Лариса Долина, София Ротару, Ольга Пирагс
- «Две печали» (муз. Г. Мовсесяна) — исп. Анне Вески
- «Двое» (муз. О. Фельцмана) — исп. Анна Герман, Аида Ведищева
- «Девчонка» (муз. О. Фельцмана) — исп. Раиса Неменова
- «Дело в шляпе» (муз. Д. Тухманова) — исп. группа «Электроклуб» (солист — Виктор Салтыков)
- «Дети спят» (муз. Ю. Саульского) — исп. ВИА «Ариэль», Людмила Сенчина
- «Для тебя» (муз. Я. Френкеля) — исп. Майя Кристалинская, Ян Френкель
- «Добрый ветер» (муз. Б. Рычкова) — исп. ВИА «Лейся, песня»
- «До свадьбы заживёт» (муз. Ю. Антонова) — исп. ВИА «Синяя птица» (солист — Сергей Дроздов)
- «Дрессировщик» (муз. Ю. Маликова и В. Преснякова) — исп. Михаил Боярский, ВИА «Самоцветы» (солист — Александр Нефёдов)
- «Если б не было войны» (муз. М. Минкова) — исп. Валентина Толкунова
- «Ёлочка-ёлка» — исполняет Зоя Харабадзе (из мультфильма «Новогодняя сказка»)
- «Жду» (муз. А. Мажукова) — исп. Людмила Гурченко
- «Жёлтый лист» («Листья жёлтые над городом кружатся…») (муз. Р. Паулса — сл. Я. Петерса, перевод И. Шаферана) — исп. Нора Бумбиери и Виктор Лапчёнок
- «Жил в Африке слон» (муз. В. Матецкого и П. Слободкина) — исп. «Весёлые ребята» (солист — Александр Буйнов)
- «Журавлёнок» (муз. Э. Колмановского) — исп. Владимир Трошин, Майя Кристалинская, Иосиф Кобзон, Александр Чепурной
- «Забеги на пять минут» (муз. Э. Колмановского) — исп. Вадим Мулерман
- «Застольная» (муз. Э. Ханка) — исп. Эдуард Ханок
- «Зачем вы, девушки, красивых любите?» (муз. Е. Птичкина) из к/ф «Моя улица» — исп. Ольга Воронец, Нина Пантелеева, Нина Сазонова, в фильме «Старые песни о главном — 2» песню исполняет трио певиц: Алена Апина, Татьяна Буланова и Наташа Королёва.
- «Зачем слова?» (муз. К. Портера) — исп. Нина Пантелеева
- «Зачем ты плачешь?» (муз. О. Фельцмана) — исп. ВИА «Поющие сердца»
- «Звёздочка» (муз. С. Беликова) — исп. Сергей Беликов
- «Звякнула монета» (муз. Г. Мовсесяна) — исп. Александр Кальянов
- «Здравствуй и прощай» (муз. В. Гамалия) — исп. Николай Гнатюк
- «Здравствуй, песенка» (муз. Б. Терентьева) — исп. ВИА «Синяя птица» (солист — Юрий Метёлкин)
- «Зелёная ветка» (муз. Д. Тухманова) — исп. Татьяна Анциферова, ВИА «Надежда»
- «Зелёный крокодил» (муз. С. Дьячкова — сл. И. Шаферана и Л. Дербенёва) — исп. ВИА «Голубые гитары»
- «Земная дружба» (муз. Ю. Саульского) — исп. Лев Лещенко
- «Земля моя родная» (муз. Л. Афанасьева) — к-ф. «Вечный зов» — исп. Галина Улётова
- «Земля цветов» (муз. Е. Мартынова) — исп. Евгений Мартынов, ВИА «Надежда»
- «И всё-таки море» (муз. Я. Френкеля) — исп. Эдуард Хиль, Ян Френкель
- «И зовёт нас в дорогу „Спутник“» (муз. Г. Мовсесяна) — исп. ВИА «Пламя»
- «И не то, чтобы „Да“» (муз. Д. Тухманова) — исп. Олег Ухналёв, Давид Тухманов, Николай Трубач
- «Как же это так» (муз. Ю. Антонова — сл. И. Шаферана и Л. Дербенёва) — исп. Валерий Ободзинский
- «Как мы любили» (муз. В. Добрынина) — исп. ВИА «Самоцветы», ВИА «Лейся, песня»
- «Как счастливым быть» (муз. В. Добрынина) — исп. ВИА «Добры молодцы»
- «Каникулы» (муз. Ю. Антонова) — исп. Юрий Антонов
- «Ключик золотой» (японская народная песня, перевод И. Шаферана) — исп. Тамара Миансарова
- «Когда мы влюблены» (муз. А. Барыкина) — исп. группа «Карнавал» (солист — Александр Барыкин)
- «Колосок золотой» (муз. В. Шаинского) — исп. ВИА «Пламя»
- «Конь мой, конь» (муз. И. Николаева) — исп. Валерий Леонтьев
- «Котёнок» (муз. Л. Олаха) — исп. вокальный квартет «Аккорд»
- «Край отцовский» (муз. Э. Колмановского) — исп. Геннадий Белов
- «Красно солнышко» (муз. П. Аедоницкого) — исп. Людмила Зыкина
- «Крыши» (муз. О. Фельцмана) — исп. Анатолий Королёв
- «Ласточка» (муз. С. Березина) — исп. ВИА «Лейся, песня»
- «Листопад» (муз. О. Мильштейна) — исп. ВИА «Оризонт»
- «Листопад» (муз. И. Саруханова) — исп. Игорь Саруханов
- «Лишь вчера» (муз. Я. Френкеля) — исп. Валерий Ободзинский
- «Любовь» (муз. А. Зацепина) из к/ф «Спортлото-82» — исп. Ксения Георгиади
- «Мальчишки» (муз. А. Островского) — исп. Олег Кротов (Большой Детский хор Гостелерадио), Иосиф Кобзон и В. Кохно, Эдуард Хиль, Владимир Трошин
- «Мамина пластинка» (муз. С. Дьячкова — сл. И. Шаферана и Л. Дербенёва) — исп. ВИА «Синяя птица» (солисты — Сергей Дроздов и Сергей Лёвкин), «Весёлые ребята» (солист — Игорь Гатаулин)
- «Маргарита» (муз. К. Брейтбурга) — исп. группа «Диалог» (солист — Ким Брейтбург), Александр Серов
- «Милая моя» (муз. Ю. Антонова) — исп. Юрий Антонов
- «Мне бы только знать» (муз. Е. Птичкина) — исп. Владимир Макаров
- «Молодо-зелено» (муз. С. Томина) — исп. ВИА «Самоцветы»
- «Море, море» (муз. А. Островского — сл. И. Шаферана и М. Танича) — исп. Эдуард Хиль
- «Море с четырёх сторон» (муз. П. Аедоницкого) — исп. Эдуард Хиль
- «Московская серенада» (муз. Э. Колмановского — сл. И. Шаферана и Л. Дербенёва) из к/ф «Три дня в Москве» — исп. Павел Кравецкий, Леонид Серебренников, Леонид Сметанников
- «Мы желаем счастья вам» (муз. С. Намина) — исп. группа Стаса Намина (солист — Александр Лосев)
- «Мы ловили журавля» (муз. В. Матецкого) — исп. «Весёлые ребята» (солист — Михаил Файбушевич)
- «Мы найдём слова» (муз. М. Минкова) из к/ф «Ар-хи-ме-ды!» — исп. ВИА «Поющие сердца»
- «Мы так любили „Битлз“» (муз. И. Словесника) — исп. Илья Словесник
- «Наверно, не судьба» (муз. Ю. Маликова и В. Преснякова) — исп. Татьяна Анциферова и ВИА «Самоцветы»
- «На память» (муз. В. Малежика) — исп. Вячеслав Малежик
- «Настоящие мужчины» (муз. Я. Френкеля, сл. И. Шаферана и В. Владимова) — исп. Марк Бернес, Лев Барашков
- «На улице Каштановой» (муз. Ю. Антонова) — исп. Юрий Антонов
- «Наша жизнь» (муз. А. Мажукова) — исп. София Ротару
- «Наши мамы» (муз. Э. Колмановского) — исп. Майя Кристалинская, Владимир Трошин, Иосиф Кобзон
- «Наши любимые» (муз. Д. Тухманова) — исп. ВИА «Песняры», вокальный квартет «Аккорд»
- «Наши младшие сестрёнки» (муз. О. Фельцмана) — исп. Вадим Мулерман и Вероника Круглова
- «Невеста» (муз. Е. Мартынова) — исп. Евгений Мартынов
- «Не было печали» (муз. О. Фельцмана) — исп. Майя Кристалинская, Эдуард Хиль
- «Не волнуйся, мама» (муз. П. Аедоницкого) — исп. Эдуард Хиль
- «Не в этом я родился году» (муз. В. Малежика) — исп. Вячеслав Малежик
- «Не ищи покоя, сердце» (муз. З. Бинкина) — исп. ВИА «Синяя птица» (солисты — Сергей Лёвкин и Сергей Дроздов)
- «Нейлоновое сердце» (муз. Я. Френкеля) из к/ф «Мужской разговор» и «Пустельга» — исп. Александр Кавалеров, Лев Барашков, Владимир Макаров
- «Ненаглядная сторона» (муз. Д. Тухманова) — исп. Валерий Леонтьев, Сергей Мазаев
- «Нет земли родней» (муз. П. Аедоницкого) — исп. ВИА «Верные друзья»
- «Нет, не я» (муз. Ю. Антонова) — исп. Юрий Антонов
- «Никуда не денешься» (муз. М. Минкова) из к/ф «Ар-хи-ме-ды!» — исп. ВИА «Поющие гитары»
- «Ни тепло, ни холодно» (муз. И. Гранова) — исп. синтез-труппа Игоря Гранова
- «Новогодний вальс» (муз. Э. Колмановского — сл. И. Шаферана и Л. Дербенёва) из к/ф «Три дня в Москве» — исп. Нина Бродская и Павел Кравецкий
- «Ну чем она лучше?» (муз. А. Зацепина) из т/ф «Актриса из Грибова» — исп. Татьяна Анциферова
- «Обида» (муз. Б. Рычкова) — исп. Светлана Резанова
- «Обидно за осла» (муз. В. Преснякова-старшего) — исп. группа «Провинция»
- «Облака» (муз. А. Кублинского) — исп. Лариса Мондрус
- «Обо всём не скажешь в песне» (муз. А. Экимяна) — исп. Вахтанг Кикабидзе
- «Обычная история» (муз. Ю. Саульского) — исп. София Ротару, Сергей Захаров
- «Околоспортивная песенка» (муз. В. Малежика) — исп. Вячеслав Малежик
- «Окна светятся» (муз. В. Гамалия) — исп. Аида Ведищева
- «Откровенная песня» (муз. П. Аедоницкого — сл. И. Шаферана и М. Танича) — исп. Лариса Мондрус
- «От крутого бережка» (муз. М. Болотного) — исп. ВИА «Синяя птица» (солист — Сергей Дроздов)
- «Парус на волне» (муз. Ю. Саульского) — исп. ВИА «Оризонт»
- «Первое апреля» (муз. В. Мигули) — исп. Валерий Ободзинский, Геннадий Белов, Дмитрий Прянов
- «Песенка без конца» («Смотрит в зеркало девчушка лет пяти…») (муз. Э. Колмановского) — исп. Валентина Толкунова
- «Песенка находит друзей» (муз. П. Аедоницкого) — исп. Лариса Мондрус
- «Песенка про моржей» (муз. В. Шаинского) — исп. Анатолий Папанов
- «Песня десантников» («Лишь недавно учились мы…») (муз. М. Минкова) — исп.: ансамбль песни и пляски Советской Армии (солист — Эдуард Лабковский) (1970), оркестр под руководством С. Скрипки (1977)
- «Песня о друге» (муз. И. Якушенко) — исп. ВИА «Самоцветы»
- «Песня о дублёрах» (муз. О. Фельцмана) — исп. Мария Лукач и Иосиф Кобзон
- «Песня первоклассника» («Песенка первоклассника», «То ли ещё будет») (муз. Э. Ханка) — исп. Ольга Рождественская, Алла Пугачёва
- «Письма с фронта» (муз. И. Якушенко) — исп. Геннадий Белов
- «Письмо без адреса» (муз. О. Фельцмана) — исп. Нина Бродская
- «Победа остаётся молодой» (муз. И. Якушенко) — исп. Геннадий Белов
- «Поезд № 38» (муз. В. Добрынина) — исп. Ксения Георгиади
- «Поезд из детства» (муз. А. Мажукова) — исп. Николай Гнатюк
- «Поймём потом» (муз. Б. Рычкова) — исп. группа «Диалог» (солист — Ким Брейтбург)
- «Полоса невезения» (муз. Д. Тухманова — сл. И. Шаферана и Л. Дербенёва) — исп. «Весёлые ребята»
- «Праздничные хлопоты» (муз. В. Шаинского) — исп. Вадим Мулерман
- «Признание» (муз. П. Аедоницкого) — исп. Ирина Карелина
- «Приходи» (муз. О. Фельцмана — сл. И. Шаферана и В. Харитонова) — исп. Иосиф Кобзон
- «Пришла любовь» (муз. В. Зубкова) — исп. О. Гринбергс и М. Вилцане
- «Прости меня» (муз. Э. Колмановского — сл. И. Шаферана и М. Пляцковского) — исп. Алла Иошпе, Владимир Трошин
- «Прошу тебя» («Не обещай») (муз. Б. Рычкова) — исп. Алла Пугачёва, ВИА «Поющие сердца» (солистка — Антонина Жмакова), ВИА «Здравствуй, песня»
- «Пусть я ошибусь» (муз. В. Кретова) — исп. ВИА «Синяя птица» (солист — Сергей Дроздов)
- «Радио — лучше всего» (муз. В. Матецкого) — исп. ВИА «Лейся, песня» (солисты — Валерий Кипелов, Николай Расторгуев, Борис Платонов)
- «Разговор» («Мама, ты же сама молодою была…») (муз. В. Шаинского) — исп. Ирина Уварова, Екатерина Семёнова
- «Раздумье» (муз. П. Аедоницкого) — исп. Людмила Зыкина, Лев Барашков
- «Разрешите пригласить» (муз. Ю. Стржелинского) — исп. Мария Лукач
- «Рано прощаться» (муз. Б. Тимура) — исп. Наталья Ступишина
- «Ребята нашего двора» (муз. О. Фельцмана) — исп. Иосиф Кобзон, вокальный квартет «Аккорд»
- «Река родная» (муз. П. Аедоницкого) — исп. Лев Лещенко, ВИА «Акварели»
- «Сама любовь» (муз. Д. Тухманова) — исп. Яак Йоала, Лариса Долина
- «Сами с усами» (муз. М. Минкова) из к/ф «Ар-хи-ме-ды!» — исп. ВИА «Поющие гитары»
- «Сердце любить должно» (муз. Д. Тухманова) — исп. Янина Бразайтене, Татьяна Сашко
- «Сколько видано» (муз. Я. Френкеля) — исп. Эдита Пьеха и ансамбль «Дружба», Ян Френкель
- «Слушай, сердце» (муз. А. Островского) — исп. Муслим Магомаев
- «Снова мамин голос слышу» (муз. Я. Френкеля) — исп. Анна Герман, Валентина Толкунова
- «Созвездие Гончих Псов» (муз. И. Якушенко)— исп. «Весёлые ребята» (солист — Алексей Глызин), группа «Диалог» (солист — Ким Брейтбург)
- «Солёное море» (муз. И. Словесника) — исп. Алексей Глызин, Илья Словесник
- «Спасибо, любовь» (муз. Д. Тухманова) — исп. Валерий Леонтьев, Яак Йоала
- «„Средний“ ученик» (муз. В. Добрынина) — исп. ВИА «Лейся, песня»
- «Стань человеком» (муз. О. Фельцмана) — исп. Эдита Пьеха и ансамбль «Дружба»
- «Сто свадеб» (муз. М. Муромова) — исп. Михаил Муромов
- «Судьба» (муз. Ш. Секунды) — исп. Эмиль Горовец
- «Счастливый четверг» (муз. Я. Френкеля) — исп. ВИА «Надежда»
- «Счастье» (муз. А. Эллштейна) — исп. Эмиль Горовец
- «Счастливый четверг» (муз. Я. Френкеля) — исп. ВИА «Надежда»
- «Тает снег» (муз. Э. Колмановского — сл. И. Шаферана и Л. Дербенёва) из к/ф «Три дня в Москве» — исп. Нина Бродская, Валентина Толкунова
- «Такая красивая» (муз. Дж. Румшинского) — исп. Эмиль Горовец
- «Такая молодость пора» (муз. О. Сорокина) — исп. Ксения Георгиади, ансамбль «Девчата»
- «Такие же, как мы» (муз. Б. Рычкова) — исп. Лев Лещенко
- «Так уж бывает» (муз. Я. Френкеля — сл. И. Шаферана и М. Танича) — исп. Эдуард Хиль, Майя Кристалинская, Эдита Пьеха и ансамбль «Дружба», Эдуард Хиль, ВИА «Здравствуй, песня»
- «Твоя судьба» (муз. Ю. Антонова — сл. И. Шаферана и Л. Дербенёва) — исп. Аветян, Арташес Ваганович, Лев Лещенко
- «Телефонный звонок» (муз. Ю. Акулова) — исп. Майя Кристалинская
- «Тем, кто верил» (муз. П. Бюль-Бюль оглы) — исп. Полад Бюль-Бюль оглы
- «Тихие города» (муз. Ю. Саульского) — исп. Мария Пахоменко, Ольга Воронец[11]
- «То ли дождик» (муз. П. Аедоницкого) — исп. квартет «Лада»
- «Только держись» (муз. М. Минкова) из к/ф «Ар-хи-ме-ды!» — исп. ВИА «Поющие гитары»
- «Только так» (муз. О. Фельцмана) — исп. Олег Анофриев
- «Тонкий лёд» (муз. В. Матецкого) — исп. Веселые ребята (солист — Алексей Глызин)
- «Тот, кто любит» (муз. П. Бюль-Бюль оглы) — исп. Полад Бюль-Бюль оглы
- «Только бы знать» (муз. В. Матецкого) — исп. Анне Вески
- «Только любовь» (муз. А. Хаславского) — исп. ВИА «Здравствуй, песня»
- «Тот, кто любит» (муз. П. Бюль-Бюль оглы) — исп. Полад Бюль-Бюль оглы
- «Тот, кто умеет прощать» (муз. А. Двоскина) — исп. Вадим Мулерман
- «Третья сторона» (муз. И. Гранова) — исп. синтез-труппа Игоря Гранова
- «Ты» (муз. И. Крутого) — исп. Александр Серов
- «Ты говоришь мне о любви» («Одна снежинка ещё не снег…») (муз. Э. Колмановского — сл. И. Шаферана и Л. Дербенёва) из к/ф «Три дня в Москве» — исп. Нина Бродская, Наталья Вавра, Светлана Резанова
- «Ты замуж за него не выходи» (муз. Д. Тухманова) — исп. группа «Электроклуб» (солист — Виктор Салтыков)
- «Ты из Вологды, а я из Костромы» (муз. Э. Ханка) — исп. Геннадий Каменный, ВИА «Пламя»
- «Ты не со мной» (муз. А. Эллштейна) — исп. Эмиль Горовец
- «Ты — радость моя» (муз. А. Олшанецкого) — исп. Эмиль Горовец
- «Ты рядом, ты здесь» (муз. Ю. Саульского) — исп. Евгений Головин, ВИА «Верные друзья»
- «Ты одна» (муз. М. Болотного) — исп. ВИА «Синяя птица» (солист — Сергей Дроздов)
- «Ты с любовью не играй» (муз. В. Добрынина) — исп. Нина Бродская
- «Ты погоди» (муз. П. Аедоницкого) — исп. Лариса Мондрус, квартет «Лада», Олег Анофриев и Зоя Харабадзе
- «У берёз и сосен» (муз. Ю. Антонова) — исп. Юрий Антонов и оркестр «Современник», Анатолий Королёв
- «Утренняя песня» (муз. М. Минкова) из к/ф «Ар-хи-ме-ды!» — исп. ВИА «Поющие гитары»
- «Ходит песенка по кругу» (муз. О. Фельцмана — сл. И. Шаферана и М. Танича) — исп. Эдуард Хиль, Нина Дорда
- «Хочу в Америку» (муз. Г. Мовсесяна) — исп. Георгий Мовсесян
- «Хуанита» (мексиканская народная песня, перевод И. Шаферана) — исп. ансамбль «Орэра»
- «Человек за рулём» (муз. П. Аедоницкого) — исп. Эдуард Хиль
- «Чем не жених?» (муз. Я. Френкеля) — исп. ВИА «Здравствуй, песня»
- «Чужая свадьба» (муз. В. Добрынина) — исп. ВИА «Самоцветы»
- «Чья здесь вина?» (муз. В. Малежика) — исп. Вячеслав Малежик
- «Цунами» (муз. С. Сарычева) — исп. группа «Альфа» (солист — Сергей Сарычев)
- «Эверест» (муз. В. Матецкого) — исп. группа «Диалог» (солист — Ким Брейтбург), группа «Земляне» (солист — Сергей Скачков)
- «Эверест» (муз. И. Якушенко) — исп. группа «Воскресение» (солист — Алексей Романов)
- «Это, может быть, бывало» (муз. В. Шаинского) — исп. Вадим Мулерман
- «Это здорово» (муз. А. Броневицкого) — исп. Эдита Пьеха и ансамбль «Дружба»
- «Это Москва» (муз. Д. Тухманова — сл. И. Шаферана и Л. Дербенёва) — исп. «Весёлые ребята», Юрий Антонов и ВИА «Магистраль»
- «Это ошибка» (муз. Я. Френкеля) — исп. ВИА «Синяя птица» (солист — Сергей Дроздов), ВИА «Метроном»
- «Этот парень смелый» (муз. И. Тамарина) — исп. ВИА «Поющие сердца»
- «Я жду почтальона» (муз. В. Матецкого) — исп. Яак Йоала
- «Я знаю» (муз. Б. Рычкова) — исп. ВИА «Самоцветы»
- «Я к тебе не подойду» (муз. Д. Тухманова — сл. И. Шаферана и Л. Дербенёва) — исп. «Весёлые ребята» (солист — Александр Лерман), Анна Герман
- «Я к тебе со всею душой» (муз. Н. Богословского) — исп. Валерий Золотухин
- «Я приглашаю вас» (муз. Ш. Секунды) — исп. Эмиль Горовец
- «Я твой нелюбимый» (муз. В. Добрынина — сл. И. Шаферана и Л. Дербенёва) — исп. ВИА «Калинка», ВИА «Лада»
- «Я у бабушки живу» (муз. Э. Ханка) — исп. ВИА «Верасы»